# Minute by Minute
Minute by Minute är ett musikalbum av The Doobie Brothers som lanserades i december 1978 på Warner Bros. Records. Det var gruppens åttonde studioalbum, och det första helt utan sångaren och grundaren Tom Johnston som lämnat gruppen efter marginell medverkan på föregående albumet Livin' on the Fault Line. I hans frånvaro blev gruppens ljudbild mer inspirerad av soulmusik. Johnston skulle dock återkomma till gruppen på 1980-talet. Efter det här albumet lämnade trummisen och originalmedlemmen John Hartman gruppen.
Albumet blev ett av gruppens framgångsrikaste och två av dess singlar blev stora USA-hits, dels titelspåret och "What a Fool Believes" som nådde förstaplatsen på Billboard Hot 100-listan. Singlarna blev även måttliga singelhitar i Storbritannien.

## Låtlista
(upphovsman inom parentes)
1. "Here to Love You" (McDonald) – 3:58
2. "What a Fool Believes" (McDonald, Loggins) – 3:41
3. "Minute by Minute" (McDonald, Abrams) – 3:26
4. "Dependin' on You" (Simmons, McDonald) – 3:44
5. "Don't Stop to Watch the Wheels" (Simmons, Baxter, Michael Ebert) – 3:26
6. "Open Your Eyes" (McDonald, Abrams, Henderson) – 3:18
7. "Sweet Feelin'" (Simmons, Templeman) – 2:41
8. "Steamer Lane Breakdown" (Simmons) – 3:24
9. "You Never Change" (Simmons) – 3:26
10. "How Do the Fools Survive?" (McDonald, Carole Bayer Sager) – 5:12

## Listplaceringar
- Billboard 200, USA: #1[2]
- RPM, Kanada: #1[3]
- Nederländerna: #10[4]
- Topplistan, Sverige: #46[5]